# شين سي آه
شين سي آه (بالكورية: 신시아) هي ممثلة كورية جنوبية، ولدت في 12 مايو 1998 في كوريا الجنوبية.

## أعمالها

### فيلم
| عام  | عنوان                    | الدور           | ملاحظة    | المراجع     |
| ---- | ------------------------ | --------------- | --------- | ----------- |
| 2019 | براساد                   | دو-هوا          | فيلم قصير | [ 5 ]       |
| 2022 | الساحرة 2: الأخرى        |                 |           | [ 6 ]       |
| 2025 | المرأة العجوز ذات السكين | هورنكلو الصغيرة |           | [ 7 ] [ 8 ] |

### مسلسلات تلفزيونية
| عام  | عنوان                 | الدور     | قناة البث | المراجع      |  |
| ---- | --------------------- | --------- | --------- | ------------ |  |
| 2025 | كتيب الأطباء المقيمين | نام-كيونغ | تي في إن  | [ 9 ] [ 10 ] |  |
| 2025 | الحب ، خذ اثنين       | لي هيو-ري | تي في إن  |              |  |

## روابط خارجية
- شين سي آه على موقع IMDb (الإنجليزية)
- شين سي آه على موقع روتن توميتوز (الإنجليزية)
- شين سي آه على موقع روتن توميتوز (الإنجليزية)
- شين سي آه على موقع ألو سيني (الفرنسية)
- شين سي آه على موقع ألو سيني (الفرنسية)
- شين سي آه على موقع ميوزك برينز (الإنجليزية)
- شين سي آه على موقع أول موفي (الإنجليزية)
- شين سي آه على موقع قاعدة بيانات الفيلم (الإنجليزية)
- شين سي آه على موقع ليتربوكسد (الإنجليزية)